# Bronze Records
Bronze Records è una casa discografica nata in Inghilterra nei primi anni settanta.
Tra i maggiori artisti che ve ne hanno fatto parte si ricorda il gruppo heavy metal Motörhead, dal 1979 al 1984.

## Artisti attuali
- John Altman
- Rockford
- Paddy Milner
- GP Hall
- Monty Norman
- The Blues Band